# Telecomunicações do Pará
Telecomunicações do Pará S/A (TELEPARÁ) foi a empresa operadora de telefonia do sistema Telebras no estado do Pará antes do processo de privatização em julho de 1998.

## História
Permaneceu em atividade de 1972 até o processo de privatização em 1998. Após esse processo as operações de telefonia fixa foram absorvidas pela Telemar (atual Oi).